# Феліксув (Варшавський-Західний повіт)
Феліксув (пол. Feliksów) — село в Польщі, у гміні Лешно Варшавського-Західного повіту Мазовецького воєводства.
Населення — 251 особа (2011).
У 1975-1998 роках село належало до Варшавського воєводства.

## Демографія
Демографічна структура станом на 31 березня 2011 року:
|          | Загалом | Допрацездатний вік | Працездатний вік | Постпрацездатний вік |
| -------- | ------- | ------------------ | ---------------- | -------------------- |
| Чоловіки | 116     | 24                 | 81               | 11                   |
| Жінки    | 135     | 21                 | 90               | 24                   |
| Разом    | 251     | 45                 | 171              | 35                   |